# Kosovo-oorlog
De Kosovo-oorlog (1998-1999) was een gewapend conflict op de Balkan in de destijds autonome provincie Kosovo van de Republiek Servië in de Federale Republiek Joegoslavië tussen de Joegoslavische strijdkrachten en de Albanese guerrillaorganisatie UÇK. In 1999 intervenieerde de NAVO in het conflict met een vredesmissie. Na de Operatie Allied Force trok het Joegoslavisch leger zich terug uit Kosovo waarna de provincie onder toezicht van de Verenigde Naties kwam te staan.
De oorlog bestond uit drie fases:
1. 1998-1999: gevechten tussen het Joegoslavisch leger en de Albanese guerrillaorganisatie UÇK.
2. 1999: Bombardementen en luchtaanvallen op Servië door NAVO-vliegtuigen tussen 24 maart en 10 juni.
3. 1999-2000: Massale asielstroom vanuit Kosovo naar het westen, hoofdzakelijk etnische Albanezen, Serviërs en Roma.

## Het conflict
De oorlog in Kosovo was het gevolg van de opgelopen spanning tussen etnische Albanezen, die met ruim 90% de meerderheid in de autonome provincie Kosovo vormden en de Servische autoriteiten, die gezag over Kosovo hadden als onderdeel van de Republiek Servië binnen de Federale Republiek Joegoslavië.
Al in 1981 vormde een studentenprotest in Pristina de eerste barst die zou leiden tot het uiteenvallen van Joegoslavië. Het protest was aanvankelijk tegen het slechte eten in de universiteitskantine maar groeide uit tot een protest voor meer autonomie. In 1985 vond een incident plaats waarbij een Servische boer beweerde door twee Albanezen zwaar te zijn mishandeld, wat nadien betwijfeld werd maar in de destijds gespannen sfeer de wederzijdse animositeit aanwakkerde. De Albanese meerderheid in Kosovo voelde zich al lange tijd onderdrukt door de Joegoslavische regering, wat verergerde toen de president van Joegoslavië, Slobodan Milošević, in 1989 de autonome status van de provincie introk. Ook een toespraak van Milošević ter gelegenheid van de herdenking van de Slag op het Merelveld wakkerde de spanning verder aan.
De Albanezen riepen in 1991 de provincie hierna uit tot een onafhankelijke staat maar deze werd internationaal alleen erkend door Albanië. Het Albanese verzet tegen de Servisch-nationalistische regering van Joegoslavië organiseerde zich onder leiding van Ibrahim Rugova ondergronds. Er ontstond een schaduwsamenleving die onafhankelijk was van de "bovengrondse" door de Serviërs geleide samenleving. De Albanese schaduwsamenleving in Kosovo kende een eigen regering en parlement, een universiteit, scholen, ziekenhuizen en zelfs een systeem van sociale zorg. Dit werd gefinancierd door middel van een eigen belastingstelsel en met behulp van Albanezen die in het buitenland werkten (de Albanese diaspora).
De Servisch-nationalistische koers van de regering van Milošević zorgde ervoor dat in andere deelstaten van Joegoslavië de steun voor onafhankelijkheid groeide. Milošević reageerde met verdere repressie. De onafhankelijkheidsverklaringen van achtereenvolgens Slovenië, Kroatië, Bosnië en Macedonië leidden tot oorlog en het uiteenvallen van Joegoslavië in de jaren 90. Tijdens de oorlogen was er vanuit de internationale gemeenschap aanvankelijk weinig aandacht voor de onderdrukking van de Albanezen in Kosovo. Binnen Servië was sprake van twee provincies met beperkte autonomie: Vojvodina (met onder meer een belangrijke Hongaarse minderheid) en Kosovo (met een belangrijke Albanese meerderheid).
In 1997 zag Milošević zijn positie bedreigd door de oppositie. De economische misère van de oorlog was verergerd door een internationale boycot. Grootschalige corruptie en misdaad hadden de meeste Serviërs van hem vervreemd. Milošević reageerde opnieuw door het nationalisme aan te wakkeren, ditmaal gericht tegen de Albanezen in Kosovo. Tegelijkertijd radicaliseerde een deel van de Albanese bevolking, die aanvoerde dat acht jaar van vreedzaam verzet geen enkel resultaat en geen enkele verbetering had opgeleverd. Zij richtten in februari 1996 het UÇK op, dat brak met het pacifisme van Rugova en dat de wapens opnam tegen de Serviërs. Er volgden aanslagen op Servische militaire doelen (legerkazernes en politieposten), Servische burgers en boeren, de Roma-bevolking, en op Albanezen die van collaboratie werden verdacht. Het UÇK was verantwoordelijk voor bloedbaden en massamoorden en beschikten over twee gevangeniskampen; het Lapušnik-kamp en het Jablanica-kamp, waar vooral de Serviërs en Roma werden gemarteld en vermoord. Dit was de eerste fase van de Kosovo-oorlog.
In februari 1998 antwoordde Belgrado op de aanvallen van het UÇK met een groot militair offensief om het UÇK uit te schakelen. Het Joegoslavisch leger, maar ook Servische paramilitaire eenheden trokken Kosovo binnen. Hierna volgden verschillende veldslagen met het UÇK. Het Servische offensief richtte zich echter niet alleen op de uitschakeling van het UÇK; ook de burgerbevolking moest het ontgelden. De Verenigde Staten bestempelden het UÇK aanvankelijk als terroristische organisatie, maar veranderden hun standpunt wegens Milošević' harde optreden. Samen met NAVO steunden de VS op allerlei manieren (diplomatiek en door wapensmokkel) de strijd van het UÇK. De Serviërs werden beschuldigd van etnische zuivering en de internationale gemeenschap greep in. Men probeerde Milošević eerst via diplomatieke wegen tot andere gedachten te brengen.

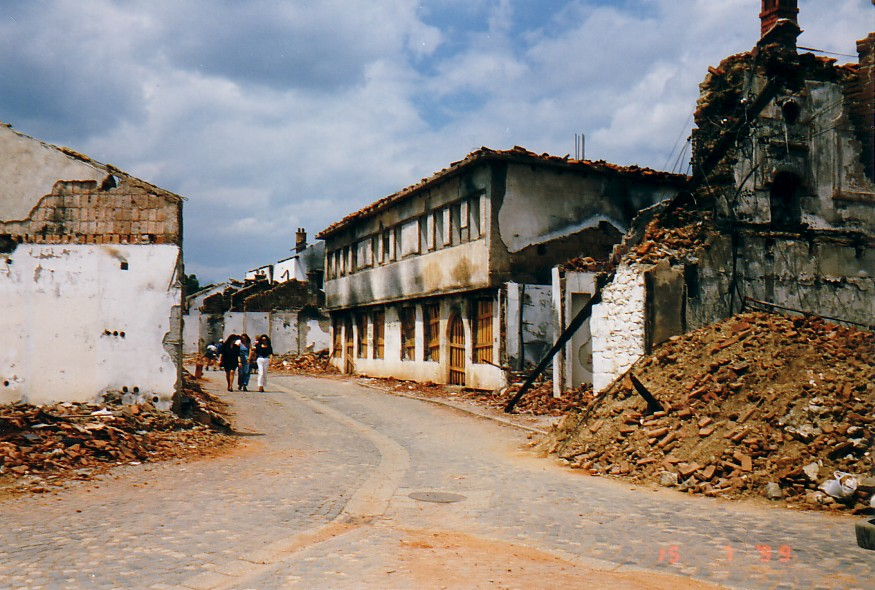
Verwoesting in Kosovo, 1999

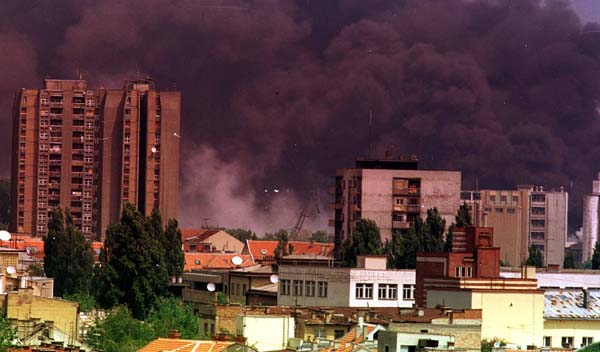
De stad Novi Sad gedurende de luchtaanvallen op Servië, 1999

In oktober 1998 werd er een akkoord bereikt, dat echter direct daarna werd geschonden. Er volgde een Kosovo-conferentie in het Franse Rambouillet in februari 1999. Hier ontstond het plan om Kosovo voor een periode van drie jaar zelfbestuur te verlenen, maar geen onafhankelijkheid. De Kosovaren tekenden het plan in maart 1999, op een vervolgconferentie in Parijs. Omdat het plan ook een NAVO-troepenmacht in Kosovo inhield bleven de Serviërs weigeren; de bezetting van Servisch grondgebied door buitenlandse troepen achtten ze onaanvaardbaar. Ook na dreiging met NAVO-luchtaanvallen ging Servië niet akkoord.
Eind maart volgden die luchtaanvallen, waarvoor overigens niet de toestemming van de VN-veiligheidsraad was gevraagd. De doelen van de luchtaanvallen waren zowel militair als civiel: bruggen, spoorlijnen, chemische fabrieken en zelfs een televisiezender in Belgrado werden door NAVO-vliegtuigen gericht bestookt en verwoest. Ook de Chinese ambassade in Belgrado werd geraakt, wat tot een diplomatiek incident leidde. Na 78 dagen van bombardementen op Servische doelen in heel Servië, Montenegro en Kosovo tekende Belgrado de Akkoord van Kumanovo, waarmee de terugtrekking van het Joegoslavisch leger en de Servische politie uit Kosovo een feit werd.

## Oorlogsmisdaden

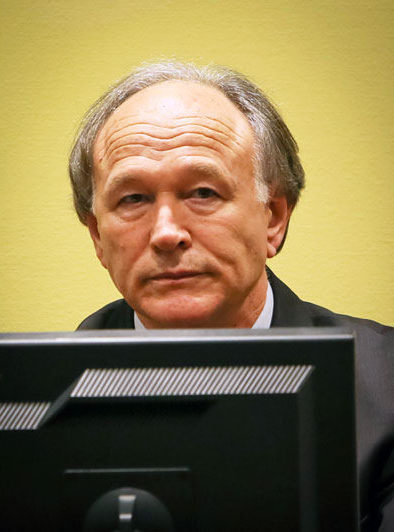
Servische generaal Vlastimir Đorđević; veroordeeld tot 27 jaar celstraf.

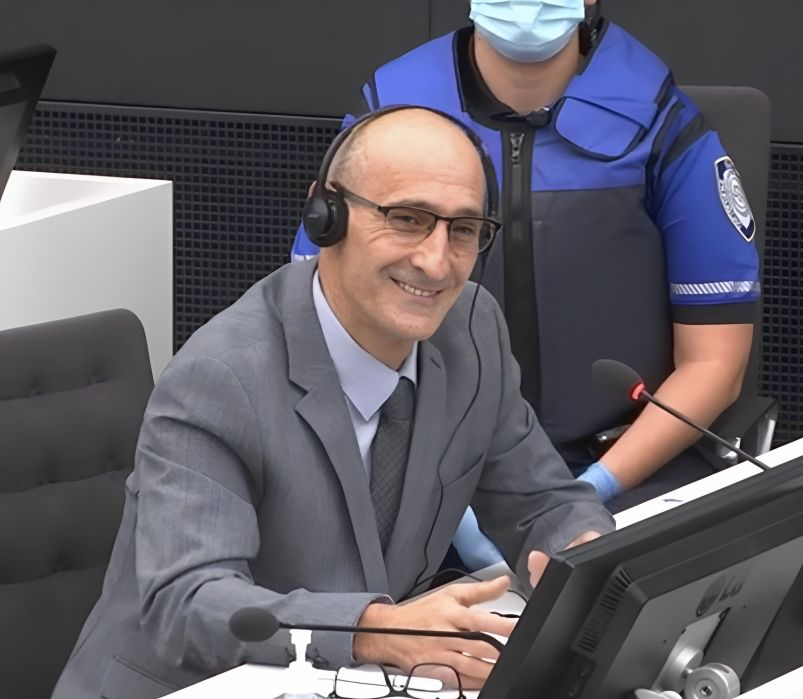
Albanese commandant Salih Mustafa; veroordeeld tot 26 jaar celstraf.

### Joegoslavische oorlogsmisdaden
Tijdens de oorlog gebruikten het Joegoslavisch leger, Servisch politiekorps en Servische paramilitairen buitensporig geweld tegen de Albanese bevolking. Dit resulteerde in de dood van 9.269 Albanese burgers en ongeveer 850.000 Albanese vluchtelingen. Toenmalig president Slobodan Milošević werd verdacht van oorlogsmisdaden, maar tijdens de lopende rechtszaak overleed hij in maart 2006 in zijn cel. De commandanten van de Servische troepen kregen eveneens veroordelingen.
De volgende 7 personen werden aangeklaagd voor het tribunaal:
- Vlastimir Đorđević, veroordeeld tot 27 jaar gevangenisstraf
- Nebojša Pavković, veroordeeld tot 22 jaar gevangenisstraf
- Sreten Lukić, veroordeeld tot 22 jaar gevangenisstraf
- Nikola Šainović, veroordeeld tot 22 jaar gevangenisstraf
- Dragoljub Ojdanić, veroordeeld tot 15 jaar gevangenisstraf
- Vladimir Lazarević, veroordeeld tot 15 jaar gevangenisstraf
- Milan Milutinović, vrijgesproken

### Albanese oorlogsmisdaden
Uit een onderzoek namens de Europese Unie kwam in juli 2014 naar voren dat leden van het UÇK zich schuldig hadden gemaakt aan ontvoering, marteling, moord en andere oorlogsmisdaden op de Servische en Roma-bevolking en op Albanezen die verdacht werden van collaboratie. Ongeveer 200.000 Serviërs en 90.000 Roma's werden uit Kosovo verdreven. Zo'n 2.500 Servische en niet-Albanese burgers, hoofdzakelijk Roma, zijn tijdens de oorlog omgebracht.
De volgende 10 personen werden aangeklaagd voor het Joegoslaviëtribunaal:
- Haradin Bala, veroordeeld tot 13 jaar gevangenisstaf
- Sylejman Selimi, veroordeeld tot 8 jaar gevangenisstraf
- Lahi Brahimaj, veroordeeld tot 6 jaar gevangenisstraf
- Shefqet Kabashi, veroordeeld tot 6 jaar gevangenisstraf
- Ramush Haradinaj, vrijgesproken
- Agim Çeku, vrijgesproken
- Fatmir Limaj, vrijgesproken
- Idriz Balaj, vrijgesproken
- Isak Musliu, vrijgesproken
- Agim Murtezi, vrijgesproken

In 2015 is een tribunaal opgezet om tijdens de Kosovo-oorlog gepleegde misdaden tegen de menselijkheid, oorlogsmisdrijven en Kosovaarse misdrijven te vervolgen en berechten. Het Kosovotribunaal (KSC) is gevestigd in de Nederlandse stad Den Haag, bestaat uit een selectie van internationale rechters en past een mix van Kosovaars recht en internationaal (gewoonte)recht toe.
De volgende acht personen zijn aangeklaagd voor het tribunaal:
- Salih Mustafa, veroordeeld tot 26 jaar gevangenisstraf
- Hashim Thaçi, proces gestart in april 2023
- Kadri Veseli,
- Rexhep Selimi,
- Jakup Krasniqi,

Lopend onderzoek bezig naar:
- Pjetër Shala
- Hysni Gucati
- Nasim Haradinaj

## Veldslagen
Veldslagen tussen het Joegoslavisch leger en het Kosovaarse Bevrijdingsleger:
- Slag van Likoshan (1998)
- Slag van Prekaz (1998)
- Slag van Llapushnik (1998)
- Slag van Glodjane (1998)
- Slag om de Belaćevac-kolenmijn (1998)
- Slag om Lođa (1998)
- Slag van Rahovec (1998)
- Slag van Junik (1998)
- Operatie Fenix (1998)
- Slag van Podujevë (1998)
- Albanees-Joegoslavische grensconflicten (1998-1999)
- Slag bij Kosharë (1999)
- Slag om Pashtrik (1999)
- Slag om Marec (1999)
- Hinderlaag bij Mitrovica (1999)
- Hinderlaag bij Meja (1999)
- Hinderlaag bij Suharekë (1999)
- Hinderlaag bij Kaçanik (1999)

Slag van Likošane · Slag van Prekaz · Slag van Llapushnik · Slag van Glodjane · Slag om de Belaćevac-kolenmijn · Slag om Lođa · Slag van Orahovac · Slag van Junik · Operatie Fenix · Slag van Podujevo · Slag van Košare · Albanees-Joegoslavische grensconflicten · Slag van Paštrik · Slag om Marec · Hinderlaag bij Mitrovica · Hinderlaag bij Meja · Hinderlaag bij Suharekë · Hinderlaag bij Suva Reka · Hinderlaag bij Kaçanik
Sloveense Oorlog (1991) · Kroatische Oorlog (1991-95) · Bosnische Burgeroorlog (1992-95) · Kroatisch-Bosniakse Oorlog (1992-94) · Kosovo-oorlog (1998-99) · Operatie Allied Force (1999) · Conflict in de Preševo-vallei (2001) · Macedonisch conflict (2001)
- Biblioteca Nacional de España: XX500258
- Bibliothèque nationale de France: cb13507763z (data)
- Gemeinsame Normdatei: 4547508-8
- Library of Congress Control Number: sh99000446
- Nationale Bibliotheek van Tsjechië: ph254501
- Nationale Bibliotheek van Israël: 987007559049105171